# Vlaams Parlement (samenstelling 1999-2004)

Vlaamse verkiezingen

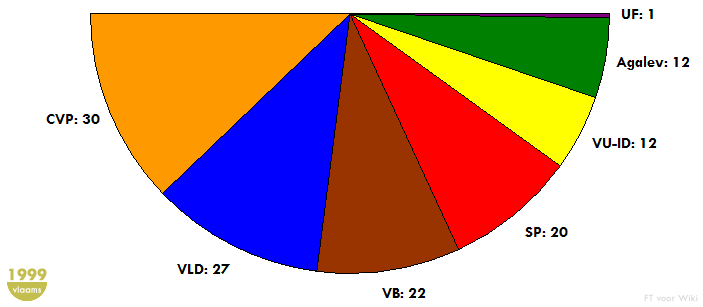
Inaugurale zetelverdeling van het Vlaams Parlement in 1999

Deze lijst geeft de samenstelling weer van het Vlaams Parlement tussen 1999 en 2004. Het Vlaams Parlement telt 124 leden.
De legislatuur volgde uit de Vlaamse verkiezingen van 13 juni 1999 en ging van start op 6 juli 1999. De legislatuur liep ten einde op 5 mei 2004.
Tijdens deze legislatuur was de regering-Dewael in functie, die steunde op een meerderheid van VLD, SP, Agalev/Groen! en de VU-ID. Na het vertrek van Dewael naar de federale regering in juli 2003 ontstond de regering-Somers, samengesteld uit dezelfde partijen. CVP/CD&V, Vlaams Blok en UF waren de oppositiepartijen.

## Samenstelling
| Begin legislatuur (1999) | Begin legislatuur (1999) | Begin legislatuur (1999) | Einde legislatuur (2004) | Einde legislatuur (2004) | Einde legislatuur (2004) |
| Fractie                  | Fractie                  | Zetels                   | Fractie                  | Fractie                  | Zetels                   |
| ------------------------ | ------------------------ | ------------------------ | ------------------------ | ------------------------ | ------------------------ |
|                          | CVP                      | 30                       |                          | CD&V                     | 31                       |
|                          | VLD                      | 28                       |                          | VLD                      | 28                       |
|                          | Vlaams Blok              | 22                       |                          | Vlaams Blok              | 22                       |
|                          | SP                       | 20                       |                          | sp.a                     | 20                       |
|                          | Agalev                   | 12                       |                          | Groen!                   | 12                       |
|                          | VU-ID                    | 11                       |                          | VU-ID                    | 9                        |
|                          | UF                       | 1                        |                          | UF                       | 1                        |
|                          |                          |                          |                          | Onafhankelijke           | 1                        |

Wijzigingen in fractiesamenstelling:
- In 1999 neemt Annemie Neyts (VLD) ontslag. Haar opvolger wordt Sven Gatz van VU-ID.
- In 2001 stapt Johan Sauwens uit de VU-ID-fractie. Hij zetelt vanaf dan als onafhankelijke en stapt in 2004 over naar de CD&V-fractie.
- In 2002 stappen Sven Gatz en Margriet Hermans uit de VU-ID-fractie. Ze zetelen vanaf dan als onafhankelijke en stappen in 2004 over naar de VLD-fractie.
- In 2004 verlaat Johan Weyts de CD&V-fractie. Hij zetelt korte tijd als onafhankelijke, maar keert vervolgens terug naar de CD&V-fractie.
- In 2004 stapt Claudine De Schepper uit de VLD-fractie. Ze zetelt vanaf dan als onafhankelijke.

In 2001 valt VU-ID uit elkaar. De parlementsleden blijven echter als fractie samenwerken.

## Lijst van de parlementsleden
| Volksvertegenwoordiger    | Fractie     | Kieskring                       | Opmerkingen |
| ------------------------- | ----------- | ------------------------------- | --- |
| Wilfried Aers             | Vlaams Blok | Gent-Eeklo                      | |
| Mathieu Boutsen           | Vlaams Blok | Hasselt-Tongeren-Maaseik        | |
| Monique De Gryze          | Vlaams Blok | Gent-Eeklo                      | |
| Hilde De Lobel            | Vlaams Blok | Antwerpen                       | |
| Johan Demol               | Vlaams Blok | Brussel                         | |
| Herman De Reuse           | Vlaams Blok | Kortrijk-Roeselare-Tielt        | |
| Filip Dewinter            | Vlaams Blok | Antwerpen                       | Voorzitter van de Vlaams Blok-fractie. |
| Marijke Dillen            | Vlaams Blok | Antwerpen                       | |
| Jean Geraerts             | Vlaams Blok | Hasselt-Tongeren-Maaseik        | |
| Pieter Huybrechts         | Vlaams Blok | Mechelen-Turnhout               | |
| Julien Librecht           | Vlaams Blok | Oudenaarde-Aalst                | |
| Dominiek Lootens-Stael    | Vlaams Blok | Brussel                         | |
| Jan Penris                | Vlaams Blok | Antwerpen                       | Voorzitter van de commissie Binnenlandse Aangelegenheden, Huisvesting en Stedelijk Beleid. |
| Felix Strackx             | Vlaams Blok | Leuven                          | |
| Marleen Van den Eynde     | Vlaams Blok | Antwerpen                       | |
| Roland Van Goethem        | Vlaams Blok | Halle-Vilvoorde                 | |
| Joris Van Hauthem         | Vlaams Blok | Halle-Vilvoorde                 | |
| Luk Van Nieuwenhuysen     | Vlaams Blok | Mechelen-Turnhout               | Ondervoorzitter en voorzitter van de commissie Brussel en Vlaamse Rand. |
| Karim Van Overmeire       | Vlaams Blok | Oudenaarde-Aalst                | |
| Christian Verougstraete   | Vlaams Blok | Veurne-Diksmuide-Oostende-Ieper | |
| Johan Van Brusselen       | Vlaams Blok | Antwerpen                       | Vervangt vanaf 21 januari 2004 Miel Verrijken, die op pensioen gaat. |
| Frans Wymeersch           | Vlaams Blok | Dendermonde-Sint-Niklaas        | |
| Sonja Becq                | CVP         | Halle-Vilvoorde                 | |
| Ludwig Caluwé             | CVP         | Antwerpen                       | |
| Boudewijn Laloo           | CVP         | Brugge                          | Vervangt vanaf 28 maart 2001 Joachim Coens, die voorzitter van de Maatschappij van de Brugse Zeehaven wordt. |
| Carl Decaluwé             | CVP         | Kortrijk-Roeselare-Tielt        | |
| Wivina Demeester          | CVP         | Antwerpen                       | Voorzitter van de commissie Openbare Werken, Mobiliteit en Energie. |
| Jos De Meyer              | CVP         | Dendermonde-Sint-Niklaas        | |
| Johan De Roo              | CVP         | Gent-Eeklo                      | Ondervoorzitter. |
| Bart De Smet              | CVP         | Antwerpen                       | |
| Gisèle Gardeyn-Debever    | CVP         | Kortrijk-Roeselare-Tielt        | |
| Brigitte Grouwels         | CVP         | Brussel                         | |
| Veerle Heeren             | CVP         | Hasselt-Tongeren-Maaseik        | Vervangt vanaf 6 juli 1999 Theo Kelchtermans, die lid wordt van de Belgische Senaat. |
| Gerald Kindermans         | CVP         | Hasselt-Tongeren-Maaseik        | |
| Jan Laurys                | CVP         | Leuven                          | |
| Luc Martens               | CVP         | Kortrijk-Roeselare-Tielt        | |
| Erik Matthijs             | CVP         | Gent-Eeklo                      | |
| Trees Merckx-Van Goey     | CVP         | Leuven                          | Secretaris. |
| Freddy Sarens             | CVP         | Mechelen-Turnhout               | |
| Eddy Schuermans           | CVP         | Hasselt-Tongeren-Maaseik        | |
| Ilse Van Eetvelde         | CVP         | Dendermonde-Sint-Niklaas        | Vervangt vanaf 26 mei 2003 de overleden Paul Van Malderen. Van Malderen zelf verving van 10 januari 2001 tot 25 mei 2003 John Taylor, die voltijds burgemeester van Wichelen werd. |
| Jan Verfaillie            | CVP         | Veurne-Diksmuide-Oostende-Ieper | Vervangt vanaf 1 oktober 2001 Maria Tyberghien-Vandenbussche, die voltijds burgemeester van Houthulst wordt. |
| Riet Van Cleuvenbergen    | CVP         | Hasselt-Tongeren-Maaseik        | |
| Walter Vandenbossche      | CVP         | Brussel                         | Vervangt vanaf 14 juli 1999 Jos Chabert, die minister in de Brusselse Hoofdstedelijke Regering wordt. |
| Luc Van den Brande        | CVP         | Mechelen-Turnhout               | Voorzitter van de commissie Buitenlandse en Europese Aangelegenheden. |
| Mark Van der Poorten      | CVP         | Oudenaarde-Aalst                | |
| Mieke Van Hecke           | CVP         | Gent-Eeklo                      | |
| Ingrid Van Kessel         | CVP         | Mechelen-Turnhout               | |
| Gilbert Vanleenhove       | CVP         | Veurne-Diksmuide-Oostende-Ieper | Voorzitter van de commissie Onderwijs, Vorming en Wetenschapsbeleid. |
| Jef Van Looy              | CVP         | Mechelen-Turnhout               | |
| Eric Van Rompuy           | CVP         | Halle-Vilvoorde                 | Vanaf 13 juli 1999 voorzitter van de CVP/CD&V-fractie. |
| Johan Weyts               | CVP         | Brugge                          | Zetelt van 21 januari tot 20 april 2004 als onafhankelijke. |
| Carlo Daelman             | SP          | Kortrijk-Roeselare-Tielt        | Vervangt vanaf 19 maart 2003 Gilbert Bossuyt, die minister in de Vlaamse Regering wordt. Bossuyt was voorzitter van de SP-fractie tot 18 september 2001. |
| Josée Vercammen           | SP          | Hasselt-Tongeren-Maaseik        | Vervangt vanaf 22 september 2003 Anne-Marie Baeke, die lid wordt van de Kamer van volksvertegenwoordigers. Baeke verving eerder van 10 juni tot 21 september 2003 Hilde Claes, die ook lid werd van de Kamer. Claes verving op haar beurt van 24 januari 2001 tot 10 juni 2003 Lisette Croes, die op pensioen ging. |
| Norbert De Batselier      | SP          | Dendermonde-Sint-Niklaas        | Parlementsvoorzitter en voorzitter van de commissie Institutionele en Bestuurlijke Hervorming en Ambtenarenzaken. |
| Gracienne van Nieuwenborg | SP          | Oudenaarde-Aalst                | Vervangt vanaf 18 december 2002 Herman De Loor, die voltijds burgemeester van Zottegem wordt. |
| Yamila Idrissi            | SP          | Brussel                         | Vervangt vanaf 19 november 2003 Anne Van Asbroeck, die directeur van de dienst verslaggeving van het Brussels Hoofdstedelijk Parlement wordt. Van Asbroeck zelf verving van 11 juni 2003 tot 18 november 2003 Rufin Grijp, die voltijds OCMW-voorzitter van Anderlecht werd.                                        |
| Patrick Hostekint         | SP          | Kortrijk-Roeselare-Tielt        | |
| Marcel Logist             | SP          | Leuven                          | |
| Jacky Maes                | SP          | Veurne-Diksmuide-Oostende-Ieper | |
| Chokri Mahassine          | SP          | Hasselt-Tongeren-Maaseik        | |
| Leo Peeters               | SP          | Halle-Vilvoorde                 | |
| Steve Stevaert            | SP          | Hasselt-Tongeren-Maaseik        | Werd als minister in de Vlaamse Regering van 13 juli 1999 tot 23 januari 2001 vervangen door André Kenzeler. Nadat Kenzeler ontslag nam om voltijds OCMW-voorzitter van Maasmechelen te worden, werd Stevaert van 24 januari 2001 tot 19 maart 2003 vervangen door Anne-Marie Baeke.                                |
| Lucien Suykens            | SP          | Mechelen-Turnhout               | |
| Jean-Paul Peuskens        | SP          | Hasselt-Tongeren-Maaseik        | Vervangt vanaf 10 juni 2003 Guy Swennen, die lid wordt van de Kamer van volksvertegenwoordigers wordt. |
| Jacques Timmermans        | SP          | Oudenaarde-Aalst                | Voorzitter van de commissie Leefmilieu, Natuurbehoud en Ruimtelijke Ordening. |
| Bruno Tobback             | SP          | Leuven                          | Voorzitter van de SP/sp.a-fractie vanaf 19 september 2001. |
| Dany Vandenbossche        | SP          | Gent-Eeklo                      | |
| Jan Van Duppen            | SP          | Mechelen-Turnhout               | |
| André Van Nieuwkerke      | SP          | Brugge                          | |
| Peter De Ridder           | SP          | Antwerpen                       | Vervangt vanaf 24 januari 2001 Tuur Van Wallendael, die schepen van Antwerpen wordt. |
| Robert Voorhamme          | SP          | Antwerpen                       | |
| Koen Helsen               | VLD         | Antwerpen                       | Vervangt vanaf 13 juli 1999 Dirk Van Mechelen, die minister in de Vlaamse Regering wordt. Helsen is vanaf 12 juni 2003 voorzitter van de commissie Welzijn, Volksgezondheid en Gelijke Kansen. |
| Louis Bril                | VLD         | Kortrijk-Roeselare-Tielt        | |
| Joseph Browaeys           | VLD         | Oudenaarde-Aalst                | |
| Bob Verstraete            | VLD         | Leuven                          | Vervangt vanaf 10 juni 2003 Patricia Ceysens, die minister in de Vlaamse Regering wordt. Ceysens was tot 10 juni 2003 voorzitter van de commissie Welzijn, Volksgezondheid en Gelijke Kansen. |
| Marc Cordeel              | VLD         | Dendermonde-Sint-Niklaas        | |
| Frans De Cock             | VLD         | Mechelen-Turnhout               | |
| Erna Van Wauwe            | VLD         | Dendermonde-Sint-Niklaas        | Vervangt vanaf 2 juli 2003 Karel De Gucht, die lid wordt van de Kamer van volksvertegenwoordigers. |
| Annie De Maght            | VLD         | Oudenaarde-Aalst                | Secretaris vanaf 13 juli 1999. |
| Julien Demeulenaere       | VLD         | Veurne-Diksmuide-Oostende-Ieper | |
| André Denys               | VLD         | Gent-Eeklo                      | Voorzitter van de VLD-fractie tot 12 juli 1999 en ondervoorzitter vanaf 13 juli 1999. |
| Jacques Devolder          | VLD         | Brugge                          | |
| Gilbert Van Baelen        | VLD         | Hasselt-Tongeren-Maaseik        | Vervangt vanaf 10 juni 2003 Marino Keulen, die minister in de Vlaamse Regering werd. Daarvoor verving Van Baelen van 13 juli 1999 tot 9 juni 2003 minister in de Federale regering Jaak Gabriels. |
| Jaak Gabriels             | VLD         | Hasselt-Tongeren-Maaseik        | Werd van 13 juli 1999 tot 9 juni 2003 als minister in de Federale regering vervangen door Gilbert Van Baelen. |
| Guy Sols                  | VLD         | Hasselt-Tongeren-Maaseik        | Vervangt vanaf 16 januari 2002 de overleden Freddy Feytons. |
| Dominique Guns            | VLD         | Halle-Vilvoorde                 | |
| Patrick Lachaert          | VLD         | Gent-Eeklo                      | |
| Karlos Callens            | VLD         | Kortrijk-Roeselare-Tielt        | Vervangt vanaf 6 november 2002 Jacques Laverge, die de nationale politiek verlaat. |
| André Moreau              | VLD         | Leuven                          | |
| Stefaan Platteau          | VLD         | Halle-Vilvoorde                 | |
| Didier Ramoudt            | VLD         | Veurne-Diksmuide-Oostende-Ieper | |
| Cis Schepens              | VLD         | Mechelen-Turnhout               | |
| Julien Van Aperen         | VLD         | Antwerpen                       | |
| Peter Gysbrechts          | VLD         | Mechelen-Turnhout               | Vervangt vanaf 13 juli 1999 Marleen Vanderpoorten, die minister wordt van de Vlaamse Regering. |
| Claudine De Schepper      | VLD         | Antwerpen                       | Vervangt vanaf 27 september 1999 Ward Beysen, die lid wordt van het Europees Parlement. De Schepper zetelt vanaf 21 januari 2004 als onafhankelijke. Ward Beysen was secretaris tot 13 juli 1999. |
| Marc Van den Abeelen      | VLD         | Antwerpen                       | Vervangt vanaf 6 juli 1999 Guy Verhofstadt, die verkiest om in de Belgische Senaat te zetelen. Van den Abeelen is voorzitter van de commissie Algemeen Beleid, Financiën en Begroting. |
| Francis Vermeiren         | VLD         | Halle-Vilvoorde                 | Ondervoorzitter tot 13 juli 1999 en voorzitter van de VLD-fractie vanaf 13 juli 1999. |
| Paul Wille                | VLD         | Gent-Eeklo                      | |
| Jos Bex                   | VU-ID       | Leuven                          | |
| André-Emiel Bogaert       | VU-ID       | Oudenaarde-Aalst                | Voorzitter van de commissie Economie, Landbouw, Werkgelegenheid en Toerisme. |
| Sven Gatz                 | VU-ID       | Brussel                         | Vervangt vanaf 14 juli 1999 Annemie Neyts (VLD), die minister in de Brusselse Hoofdstedelijke Regering wordt. Gatz zetelt vanaf 3 juli 2002 als onafhankelijke en vanaf 3 maart 2004 in de VLD-fractie. |
| Margriet Hermans          | VU-ID       | Mechelen-Turnhout               | Zetelt vanaf 29 mei 2002 als onafhankelijke en vanaf 3 maart 2004 in de VLD-fractie. |
| Herman Lauwers            | VU-ID       | Antwerpen                       | Voorzitter van de VU-ID-fractie vanaf 23 september 2002. |
| Jan Loones                | VU-ID       | Veurne-Diksmuide-Oostende-Ieper | Secretaris tot 23 september 2002. |
| Dirk De Cock              | VU-ID       | Dendermonde-Sint-Niklaas        | Vervangt vanaf 6 juli 1999 Nelly Maes, die verkiest om in het Europees Parlement te zetelen. |
| Johan Sauwens             | VU-ID       | Hasselt-Tongeren-Maaseik        | Werd als minister in de Vlaamse Regering van 13 juli 1999 tot 11 mei 2001 vervangen door Simonne Janssens-Vanoppen. Zetelt van 23 januari 2002 tot 23 april 2004 als onafhankelijke en vanaf 24 april 2004 in de CD&V-fractie.                                                                                      |
| Chris Vandenbroeke        | VU-ID       | Kortrijk-Roeselare-Tielt        | |
| Kris Van Dijck            | VU-ID       | Mechelen-Turnhout               | |
| Jan Roegiers              | VU-ID       | Gent-Eeklo                      | Vervangt vanaf 15 mei 2001 Paul Van Grembergen, die minister in de Vlaamse Regering wordt. Van Grembergen was voorzitter van de VU-ID-fractie tot 10 mei 2001. |
| Etienne Van Vaerenbergh   | VU-ID       | Halle-Vilvoorde                 | Voorzitter van de VU-ID-fractie van 11 mei 2001 tot 22 september 2002 en secretaris vanaf 23 september 2002. |
| Ann De Martelaer          | Agalev      | Leuven                          | Vervangt vanaf 13 juli 1999 Magda Aelvoet, die minister in de Federale regering wordt. |
| Vera Dua                  | Agalev      | Gent-Eeklo                      | Werd van 13 juli 1999 tot 26 mei 2003 als minister in de Vlaamse Regering vervangen door Isabel Vertriest. |
| Veerle Declercq           | Agalev      | Brugge                          | |
| Jos Geysels               | Agalev      | Mechelen-Turnhout               | Voorzitter van de Agalev-fractie tot 12 juli 1999 en ondervoorzitter vanaf 13 juli 1999. |
| Eloi Glorieux             | Agalev      | Halle-Vilvoorde                 | |
| Dirk Holemans             | Agalev      | Gent-Eeklo                      | |
| Johan Malcorps            | Agalev      | Antwerpen                       | |
| Frans Ramon               | Agalev      | Kortrijk-Roeselare-Tielt        | |
| Ludo Sannen               | Agalev      | Hasselt-Tongeren-Maaseik        | Werd van 26 mei 2003 tot 18 februari 2004 als minister in de Vlaamse Regering vervangen door Flor Ory. Sannen was ondervoorzitter tot 13 juli 1999 en voorzitter van de Agalev-fractie van 13 juli 1999 tot 25 mei 2003.                                                                                            |
| Jos Stassen               | Agalev      | Dendermonde-Sint-Niklaas        | Voorzitter van de commissie Cultuur, Media en Sport tot 26 mei 2003 en vanaf 26 mei 2003 voorzitter van de Agalev/Groen!-fractie. |
| Ria Van Den Heuvel        | Agalev      | Antwerpen                       | |
| Jo Vermeulen              | Agalev      | Antwerpen                       | Vanaf 27 mei 2003 voorzitter van de commissie Cultuur, Media en Sport. |
| Christian Van Eyken       | UF          | Halle-Vilvoorde                 | |

## Commissies
Naast de gewone commissies was er van 16 mei 2000 tot 6 juli 2000 een Commissie van Onderzoek over de Toekenning en Aanwending van Scheepskredieten actief. De voorzitter was Patrick Lachaert (VLD) en de verslaggever was Jos Stassen (Agalev).